# Francis Barber
Francis Barber (1735 circa – 1801) è stato il domestico di Samuel Johnson a Londra dal 1752 fino alla morte dello scrittore nel 1784.
Johnson lo nominò suo erede residuale, con un vitalizio di 70 sterline all'anno, e gli chiese di trasferirsi da Londra a Lichfield nello Staffordshire, città natale di Johnson. Barber esaudì il desiderio di Johnson, a Lichfield aprì un negozio di stoffe e mise su famiglia. A Barber furono lasciati anche i libri e le carte di Johnson ed in più un orologio d'oro.

## Biografia
Barber nacque schiavo in una piantagione di canna da zucchero in Giamaica di proprietà della famiglia Bathurst. Nel 1750, all'età di 15 anni venne portato in Inghilterra dal suo padrone, il colonnello Richard Bathurst, il cui figlio si chiamava anche Richard, era un amico di Johnson. Barber fu mandato a scuola nel villaggio Barton vicino Darlington nello Yorkshire. Nel 1752 morì la moglie di Johnson, Elizabeth Porter, e lo scrittore cadde in una profonda depressione. I Bathurst pensarono di inviare Barber a Johnson per svolgere mansioni da cameriere, questo avvenne quindici giorni dopo la morte della moglie dello scrittore. Anche se la validità giuridica della schiavitù fosse poco chiara a quel tempo in Gran Bretagna (con il caso Somersett nel 1772 venne affermata la illegalità della schiavitù in Inghilterra), quando morì Bathurst senior nel 1754 lasciò disposto che Barber venisse dichiarato libero e che gli fosse attribuito un lascito di 12 sterline.

### Royal Navy
Barber, una volta acquistata la libertà, andò a lavorare in una farmacia a Cheapside ma continuò a tenersi in contatto con Johnson. Successivamente si arruolò come marinaio nella Royal Navy, finché fu riportato alla vita civile, forse contro la sua volontà, da Johnson, ritornando alla mansione di suo cameriere. La breve esperienza di Barber come marinaio ci è nota tramite la Life of Johnson di James Boswell:
Quando Barber aveva circa trent'anni fu mandato da Johnson presso una scuola:
Per il Signor FRANCIS BARBER.
Caro FRANCIS,
Sono stato un po' indaffarato. Sono lieto di sentire che stai bene, ho in progetto di venire presto a trovarti. Vorrei che tu soggiornassi presso la Signora Clapp per il momento, finché non potrò decidere cosa faremo. Comportati bene.
I miei ossequi alla signora Clapp e al signor Fowler.
Con affetto,
SAM. JOHNSON'.
Maggio 28, 1768.»

## Ultimi anni
Barber è spesso menzionato nella Life of Johnson di Boswell ed in altre fonti dell'epoca, inoltre vi sono almeno due attribuzioni di un suo ritratto, conservato nella casa di Johnson in Gough Square, Londra. Di recente gli storici dell'arte hanno pensato che questo ritratto sia stato dipinto da James Northcot o forse dal maestro di Northcot, Sir Joshua Reynolds, che fu uno dei fiduciari di Barber nominati nel testamento di Johnson. Secondo recenti studi, il ritratto è opera di Reynolds, ma del suo cameriere negro, non di Barber.
Al momento di stilare le sue ultime volontà, Johnson chiese a Sir John Hawkins, che fu il suo primo biografo, cosa dovesse disporre per Barber. Sir John disse che un nobile avrebbe lasciato un vitalizio annuo di 50 sterline. Se è così, io sarò "noblissimus" rispose Johnson, e dispose per una somma di 70 sterline. Hawkins non fu d'accordo e dopo la morte di Johnson criticò la sua "ostentata generosità e il favore accordato ai negri." Di questo lascito si parlò a lungo sui giornali.
La condizione di vita di Barber nello Staffordshire fu un po' incerta tanto che si diede al bere. Egli morì a Stafford.